# Небесная сфера

Небесная сфера разделена небесным экватором на северное и южное небесные полушария.

Небе́сная сфе́ра (лат. orbis caelestis) — воображаемая сфера произвольного радиуса, на которую проецируются небесные тела: служит для решения различных астрометрических задач. За центр небесной сферы принимают глаз наблюдателя; при этом наблюдатель может находиться как на поверхности Земли, так и в других точках пространства (например, он может быть отнесён к центру Земли). Для наземного наблюдателя вращение небесной сферы соответствует суточному движению условно неподвижных друг по отношению к другу светил, например, созвездий, по небу (с востока на запад). При этом Солнце не входит в число таких неподвижных друг относительно друга тел, проецируемых на небесную сферу: из-за годового обращения Земли вокруг Солнца, последнее в течение года окидывается взглядом с Земли на фоне разных окружающих солнечную систему созвездий, со стороны созвездий, противолежащих им на небесной сфере, что выглядит для наблюдателя с Земли как годовое движение Солнца по небесной сфере (путешествие по эклиптике и зодиакальным созвездиям) с запада на восток, и что противоположно суточному движению Солнца с востока на запад.
Каждому небесному светилу соответствует точка небесной сферы, в которой её пересекает прямая, соединяющая центр сферы с центром светила. При изучении положений и видимых движений светил на небесной сфере выбирают ту или иную систему сферических координат. Расчёты положений светил на небесной сфере производятся с помощью небесной механики и сферической тригонометрии и составляют предмет сферической астрономии.

## История
Представление о небесной сфере возникло в глубокой древности; в основу его легло зрительное впечатление о существовании куполообразного небесного свода. Это впечатление связано с тем, что в результате огромной удалённости небесных светил человеческий глаз не в состоянии оценить различия в расстояниях до них, и они представляются одинаково удалёнными. У древних народов это ассоциировалось с наличием реальной сферы, ограничивающей весь мир и несущей на своей поверхности многочисленные звёзды. Таким образом, в их представлении небесная сфера была важнейшим элементом Вселенной. С развитием научных знаний такой взгляд на небесную сферу отпал. Однако заложенная в древности геометрия небесной сферы в результате развития и совершенствования получила современный вид, в котором и используется в астрометрии.

## Элементы небесной сферы

### Отвесная линия и связанные с ней понятия

Диаграмма, показывающая соотношение зенита, надира и горизонта (в различных определениях). Заметим, что зенит противоположен надиру.

Отвесная линия (или вертикальная линия) — прямая, проходящая через центр небесной сферы и совпадающая с направлением нити отвеса в месте наблюдения. Отвесная линия пересекается с поверхностью небесной сферы в двух точках — зените над головой наблюдателя и надире под ногами наблюдателя.
Истинный (математический, астрономический) горизонт — большой круг небесной сферы, плоскость которого перпендикулярна к отвесной линии. Истинный горизонт делит поверхность небесной сферы на две полусферы: видимую полусферу с вершиной в зените и невидимую полусферу с вершиной в надире. Истинный горизонт не совпадает с видимым горизонтом вследствие приподнятости точки наблюдения над земной поверхностью, а также по причине искривления лучей света в атмосфере.
Круг высоты, или вертикал, светила — большой полукруг небесной сферы, проходящий через светило, зенит и надир. Альмукантара́т (от араб. ٱلْمُقَنطَرَاتُ‎ «круг равных высот») — малый круг небесной сферы, плоскость которого параллельна плоскости математического горизонта. Круги высоты и альмукантарат образуют координатную сетку, задающую горизонтальные координаты светила.

### Суточное вращение небесной сферы и связанные с ним понятия
Ось мира — воображаемая линия, проходящая через центр мира, вокруг которой происходит вращение небесной сферы. Ось мира пересекается с поверхностью небесной сферы в двух точках — северном полюсе мира и южном полюсе мира. Вращение небесной сферы происходит против часовой стрелки вокруг северного полюса, если смотреть на небесную сферу изнутри. Соответственно, для наблюдателя, обратившего взгляд к южному полюсу, небесная сфера будет совершать вращательные движения по часовой стрелке. В координатах самой Земли небесная сфера будет в обоих случаях двигаться с востока на запад.
Небесный экватор — большой круг небесной сферы, плоскость которого перпендикулярна оси мира и проходит через центр небесной сферы. Небесный экватор делит небесную сферу на два полушария: северное и южное.
Круг склонений светила — большой круг небесной сферы, проходящий через полюсы мира и данное светило.
Суточная параллель — малый круг небесной сферы, плоскость которого параллельна плоскости небесного экватора, и следовательно перпендикулярна оси мира. Видимые суточные движения светил совершаются по суточным параллелям. Светила северного небесного полушария движутся вокруг северного полюса мира против часовой стрелки для наблюдателя внутри небесной сферы, а светила южного небесного полушария вокруг южного полюса мира — по часовой стрелке. Круги склонения и суточные параллели образуют на небесной сфере координатную сетку, задающую экваториальные координаты светила.

### Термины, рождаемые в пересечениях понятий «Отвесная линия» и «Вращение небесной сферы»
Небесный экватор пересекается с математическим горизонтом в точке востока и точке запада. Точкой востока называется та, в которой точки вращающейся небесной сферы восходят из-за горизонта. Полукруг высоты, проходящий через точку востока, называется первым вертикалом.
Небесный меридиан — большой круг небесной сферы, плоскость которого проходит через отвесную линию и ось мира. Небесный меридиан делит поверхность небесной сферы на два полушария: восточное полушарие и западное полушарие.
Полуденная линия — линия пересечения плоскости небесного меридиана и плоскости математического горизонта. Полуденная линия и небесный меридиан пересекают математический горизонт в двух точках: точке севера и точке юга. Точкой севера называется та, которая ближе к северному полюсу мира.

### Годовое движение Солнца по небесной сфере и связанные с ним понятия

P,P' — полюсы мира, T,T' — точки равноденствия, E,C — точки солнцестояния, П,П' — полюса эклиптики, PP' — ось мира, ПП' — ось эклиптики, ATQT'- небесный экватор, ETCT' — эклиптика

Эклиптика — большой круг небесной сферы, по которому происходит видимое годовое движение Солнца. Плоскость эклиптики пересекается с плоскостью небесного экватора под углом ε = 23°26'.
Точки равноденствия — две точки, в которых эклиптика пересекается с небесным экватором. В точке весеннего равноденствия Солнце в своём годовом движении переходит из южного полушария небесной сферы в северное; в точке осеннего равноденствия — из северного полушария в южное. Прямая, проходящая через эти две точки, называется линией равноденствий. Две точки эклиптики, отстоящие от точек равноденствия на 90° и тем самым максимально удалённые от небесного экватора, называются точками солнцестояния. Точка летнего солнцестояния находится в северном полушарии, зимнего — в южном. Эти четыре точки обозначаются символами зодиака, соответствующими созвездиям, в которых они находились во времена Гиппарха. В результате предварения равноденствий эти точки сместились и ныне находятся в других созвездиях. Точка весеннего равноденствия обозначается знаком Овна (♈), осеннего равноденствия — Весов (♎), зимнего солнцестояния — Козерога (♑), летнего солнцестояния — Рака (♋).
Ось эклиптики — диаметр небесной сферы, перпендикулярный плоскости эклиптики. Ось эклиптики пересекается с поверхностью небесной сферы в двух точках — северном полюсе эклиптики, лежащем в северном полушарии, и южном полюсе эклиптики, лежащем в южном полушарии. Северный полюс эклиптики имеет экваториальные координаты R.A. = 18h00m, Dec = +66°33', и находится в созвездии Дракона, а южный полюс — R.A. = 6h00m, Dec = −66°33' в созвездии Золотой Рыбы.
Круг эклиптической широты, или просто круг широты — большой полукруг небесной сферы, проходящий через полюсы эклиптики.